# Катастрофа дирижабля «Гинденбург»
Крушение дирижабля «Гинденбург» — авиационная катастрофа, случившаяся 6 мая 1937 года с дирижаблем «Гинденбург» на авиабазе Лейкхерст в городе Манчестер Тауншип (Нью-Джерси, США). При попытке совершения посадки после сброса якорных канатов дирижабль внезапно загорелся и рухнул на землю, сгорев дотла за 34 секунды. На его борту находилось 97 человек — 61 член экипажа и 36 пассажиров. В результате катастрофы погибло 35 человек на борту дирижабля (13 пассажиров и 22 члена экипажа), ещё 1 рабочий на земле погиб во время пожара.
Катастрофа потрясла мир и промышленность в области воздухоплавания и авиации: первые полосы газет были посвящены крушению дирижабля, а радиоведущий Герберт Моррисон (англ. Herbert Morrison) в прямом эфире сообщил радиослушателям о трагедии.
Множество гипотез о причинах возгорания рассматривалось как официальными уполномоченными органами США и Германии, так и обычными людьми. По официальной версии, причиной стала утечка водорода с последующим его возгоранием, вызванная разрывом водородного баллона во время приземления дирижабля.
Катастрофа «Гинденбурга» стала началом конца эры дирижаблей и заставила страны отказаться от использования водорода в дирижаблях.

## Сведения о дирижабле
Дирижабль был построен в 1931—1936 годах. На момент постройки являлся крупнейшим воздушным судном: длина 245 метров, диаметр 41,2 метра, объём водорода в баллонах 200 000 м³. Был оснащён четырьмя дизельными двигателями «Daimler-Benz» эксплуатационной мощностью 800—900 л. с. и максимальной мощностью 1200 л. с. каждый. Для работы двигателей использовалось 60 тонн топлива в баках ёмкостью до 2500 литров. «Гинденбург» развивал скорость до 135 км/ч и мог поднять в воздух до 100 тонн полезной нагрузки и 50 пассажиров.

## Катастрофа
В свой последний полёт «Гинденбург» отправился вечером 3 мая 1937 года. На его борту было 97 человек (61 член экипажа и 36 пассажиров), цена билетов для которых равнялась приблизительно 400 $. В багажных отделениях было около 17 609 почтовых отправлений, 148 килограммов груза и 879 килограммов багажа. В гондоле управления занимал своё место капитан корабля — Макс Прусс, ветеран Первой мировой войны.
Вылетев из Германии в 20:15 CET и преодолев Атлантический океан, 6 мая 1937 года «Гинденбург» показался над Манхэттеном. Желая угодить пассажирам и продемонстрировать американцам дирижабль, капитан Прусс провёл дирижабль настолько близко к смотровой площадке Эмпайр-стейт-билдинга, что пассажиры и посетители площадки могли помахать друг другу.
Покружив над городом, дирижабль направился в сторону авиабазы Лейкхерст, где он должен был совершить посадку, и к 16:00 прибыл к ней. Однако с запада к посадочному полю приближался обширный грозовой фронт, и начальник базы Чарльз Э. Розендал (англ. Charles E. Rosendahl) рекомендовал капитану Пруссу временно не выполнять посадку. Некоторое время дирижабль двигался вдоль побережья, ожидая разрешения на посадку, в то время как грозовой фронт плавно уходил на север. В 18:12 «Гинденбург» получил радиограмму из Лейкхёрста с сообщением о том, что погодные условия допускают посадку, и снова взял курс на базу. В 19:08 он получил ещё одно сообщение из Лейкхёрста с рекомендацией провести посадку как можно скорее.
В 19:11 дирижабль снизился до 180 метров. С земли репортаж о прибытии дирижабля вёл американский журналист Герберт Моррисон (англ. Herbert Morrison). В 19:20 дирижабль уравновесили, после чего с его носа сбросили оба причальных каната. Но внезапно в 19:25 в районе хвостовой части, перед вертикальным стабилизатором над 4-м и 5-м газовыми отсеками, произошло возгорание. В течение 15 секунд огонь распространился на 20—30 метров в сторону носовой части дирижабля, после чего прозвучал первый взрыв. Через 34 секунды после возгорания «Гинденбург» рухнул на землю рядом со швартовочной мачтой и разрушился.

### Погибшие

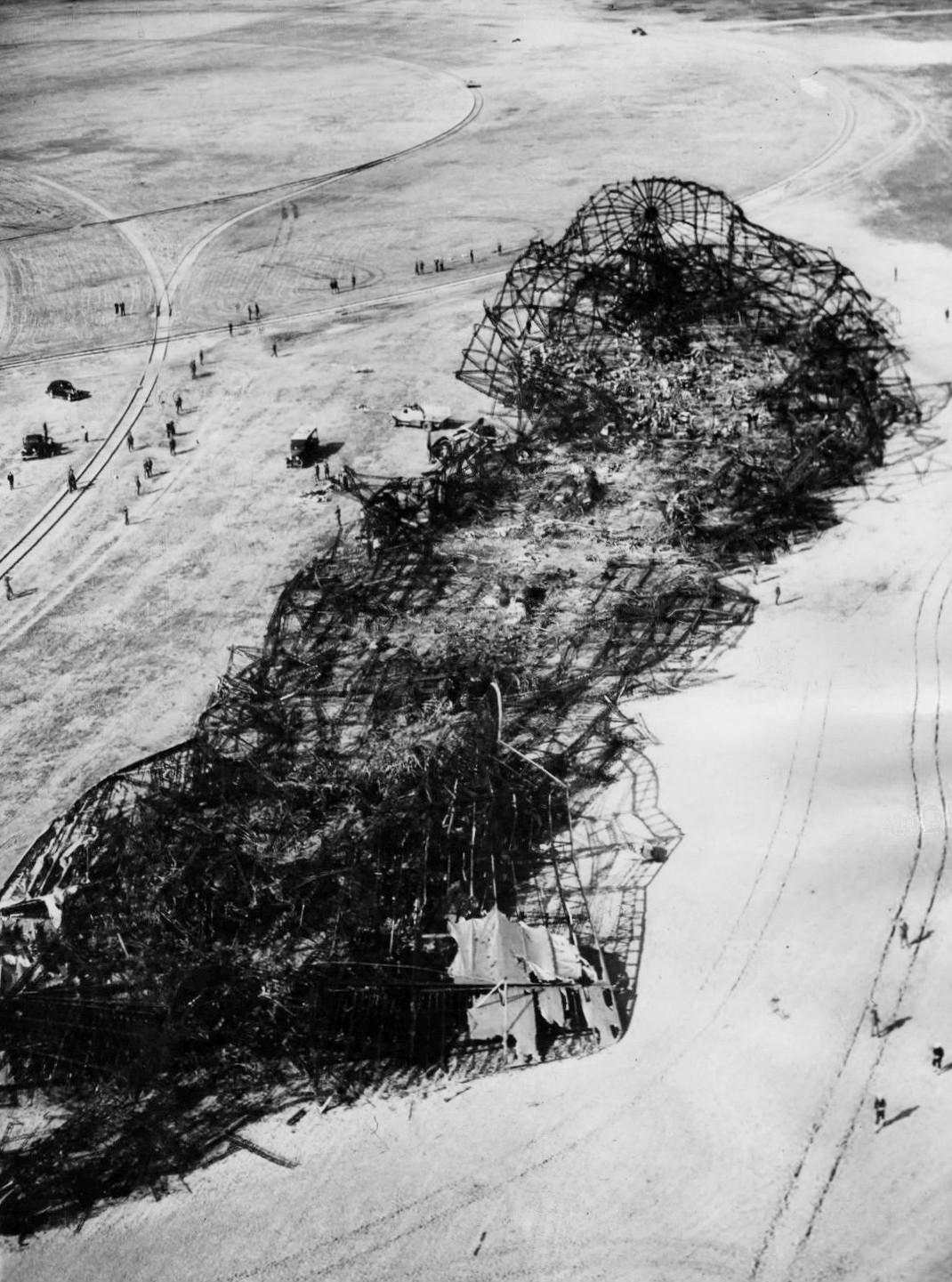
Обломки «Гинденбурга»

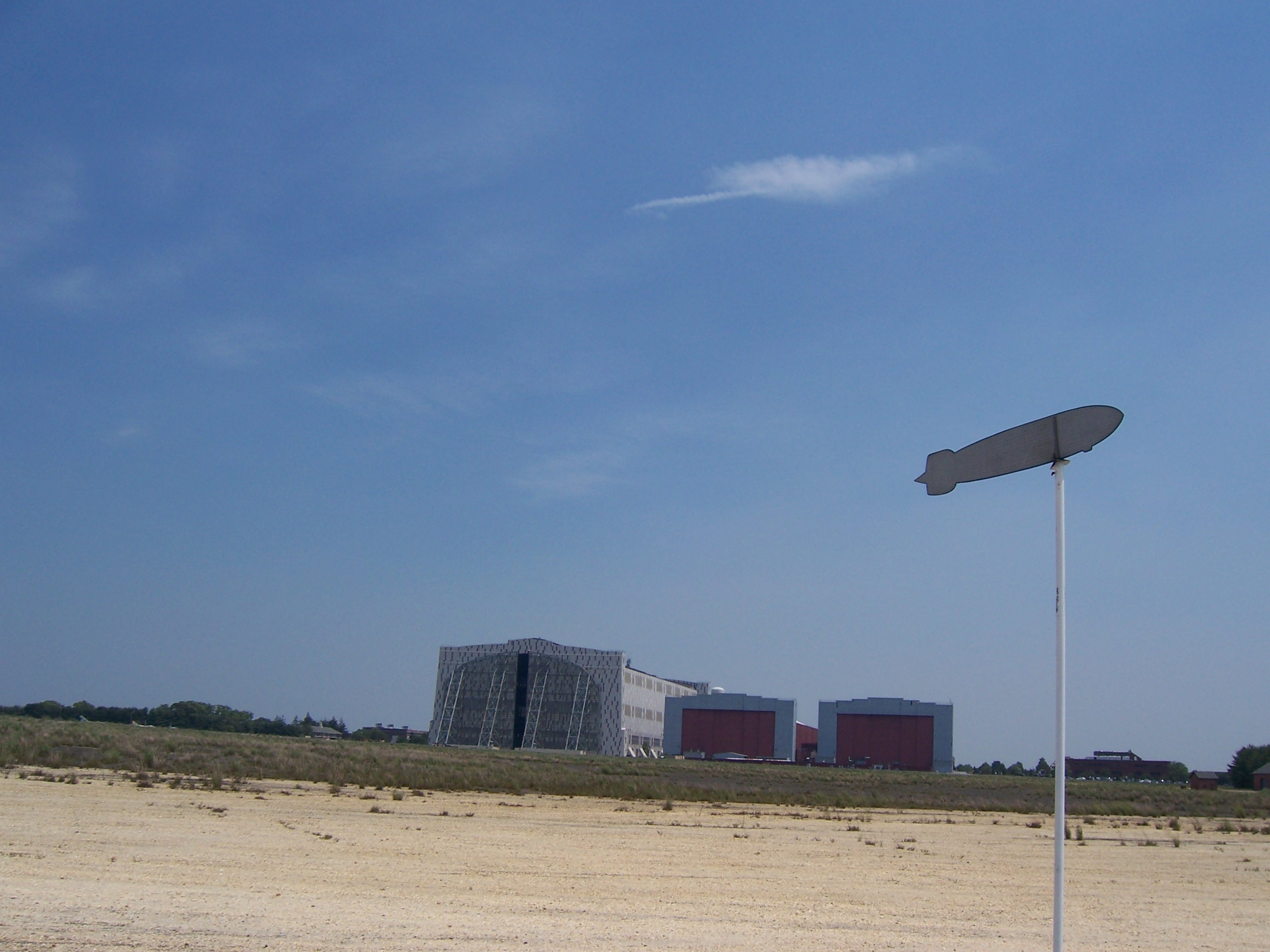
Мемориал на месте катастрофы

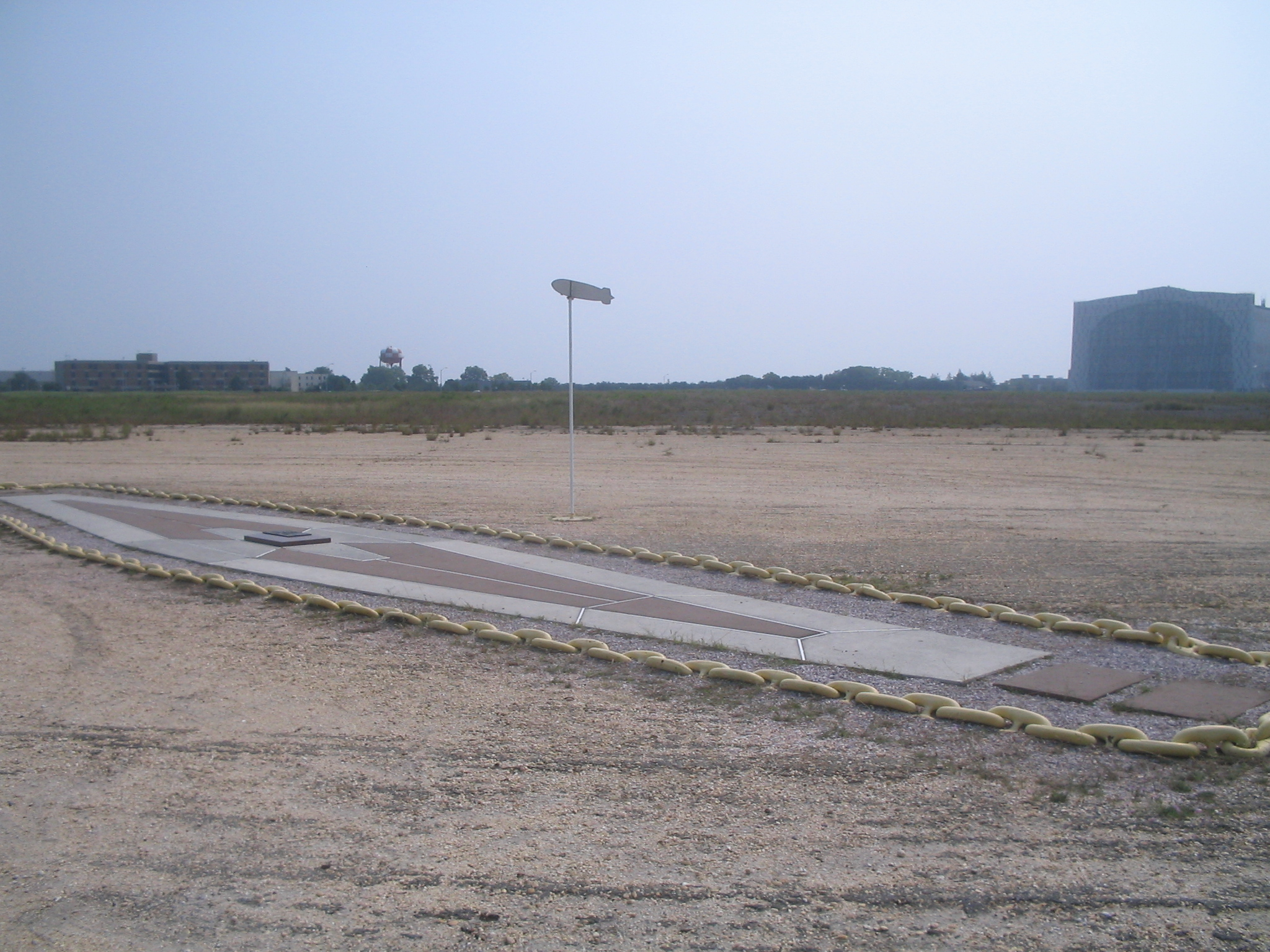
Памятная плита мемориала

В катастрофе «Гинденбурга» погибли 36 человек — 13 пассажиров, 22 члена экипажа и 1 сотрудник наземной службы. Многие из них погибли в огне или задохнулись угарным газом, а некоторые успели выпрыгнуть из горящего дирижабля, но разбились насмерть.
Непосредственно жертвами катастрофы стали 10 пассажиров и 16 членов экипажа:
Пассажиры
- Биргер Бринк (нем. Birger Brink)
- Бёртис Джон Долан (нем. Börtis John Dolan)
- Эдвард Дуглас (нем. Edward Douglas)
- Эмма Паннс (нем. Emma Panns)
- Эрнст Рудольф Андерс (нем. Ernst Rudolf Anders)
- Фриц Эрдманн (нем. Fritz Erdmann)
- Герман Дёнер (нем. Hermann Döner)
- Джон Паннс (нем. John Panns)
- Мориц Файбуш (нем. Moritz Fiboush)
- Отто Райхольд (нем. Otto Reichhold)

Члены экипажа
- механик Альберт Хольдеррид (нем. Albert Holderried)
- авиамоторист Альфред Штокле (нем. Alfred Stockle)
- механик Алоиз Райзахер (нем. Alois Raisacher)
- стюардесса Эмилия Имохоф (нем. Emilia Imohoff)
- старший лифтёр Эрнст Гюхель (нем. Ernst Güchel)
- электрик Эрнст Шлапп (нем. Ernst Schlapp)
- радист Франц Айхельманн (нем. Franz Eichelmann)
- помощник повара Фриц Флакус (нем. Fritz Flacus)
- главный механик Йозеф Шрайбмюллер (нем. Josef Schreibmüller)
- главный монтажник Людвиг Кнорр (нем. Ludwig Knorr)
- бармен Макс Шульце (нем. Max Schulze)
- помощник повара Рихард Мюллер (нем. Richard Müller)
- механик Роберт Мозер (нем. Robert Moser)
- авиамоторист Руди Биалас (нем. Rudi Bialas)
- инженерный офицер Вильгельм Диммлер (нем. Wilhelm Dimmler)
- механик Вилли Кох (нем. Willie Koch).

Часть экипажа во главе с капитаном Максом Пруссом была прижата к земле пылающими обломками горящего корпуса. Сильно обожжённым, им все же удалось выбраться из-под обломков, но 6 из них умерли на следующий день от ожогов и полученных при падении травм. Эту же участь разделили 3 пассажира и гражданский сотрудник на земле:
Гражданский сотрудник
- Аллен Хагеманн (нем. Allen Hagemann) — на земле

Пассажиры
- Эрик Кнёер (нем. Eric Knöher)
- Ирене Дёнер (нем. Irene Döner)
- Отто Эрнст (нем. Otto Ernst)

Члены экипажа
- рулевой Альфред Бернхардт (нем. Alfred Bernhardt)
- монтажник Эрих Шпель (нем. Erich Spel)
- директор по операциям, управляющий компании «Deutsche Zeppelin-Reederei» Эрнст А. Леманн (нем. Ernst A. Lehmann)[13][14]
- заместитель лифтёра Людвиг Фельбер (нем. Ludwig Felber)
- механик двигателя Вальтер Бёльцер (нем. Walter Bölzer)
- главный радист Вилли Шпеке (нем. Willy Speke).

### Выжившие

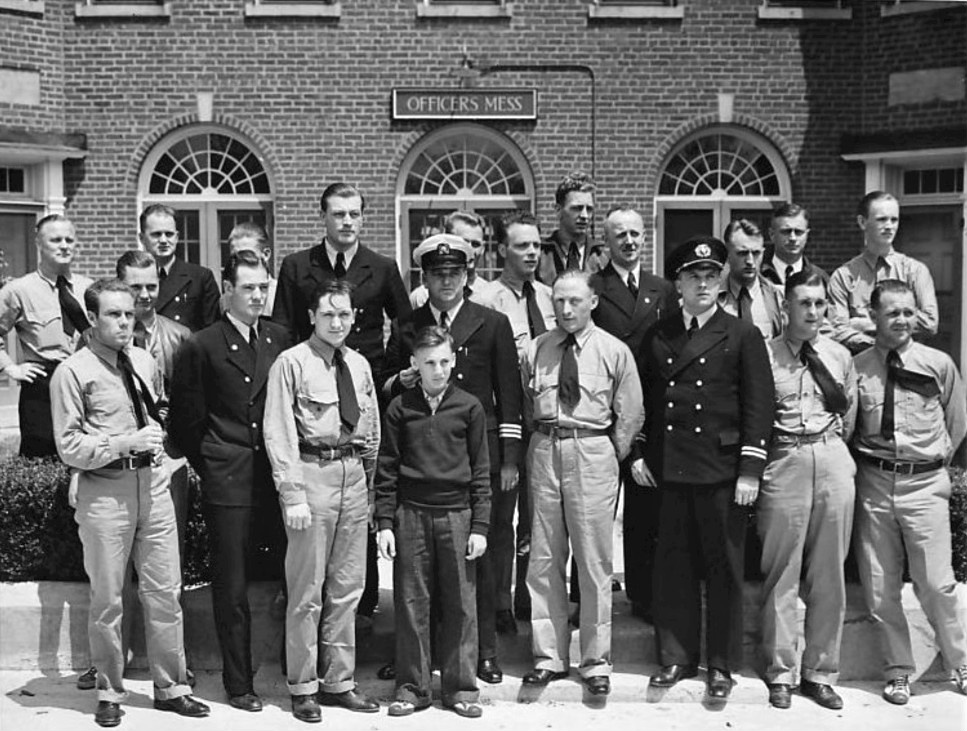
Выжившие члены экипажа «Гинденбурга»

Капитан Макс Прусс чудом выжил, несмотря на серьёзные ожоги: его сумел достать помощник Альберт Шаммт (нем. Albert Shammt). У Прусса обгорело лицо, и только через несколько месяцев, после серии пластических операций, Прусс выписался из больницы.
Несколько человек также спаслись благодаря везению:
- помощник стюарда 14-летний Вернер Франц (нем. Werner Franz) чудом остался в живых, поскольку на него случайно вылилась канистра воды, потушившая огонь вокруг него. В последний момент Францу удалось выпрыгнуть из горящего дирижабля, причём мальчик не получил никаких ожогов или травм. До своей смерти 13 августа 2014 года в возрасте 92 лет оставался последним живым членом экипажа «Гинденбурга»[16][17].
- пассажир Йозеф Шпе (нем. Joseph Späh) (настоящее имя — Бен Дова (нем. Ben Dova)), водевильный комик-акробат, в первые минуты катастрофы разбил окно смотровой площадки. Когда дирижабль начал падать, он спустился в окно и повис на подоконнике; Йозеф выпрыгнул, когда дирижабль был в 6 метрах над землёй. Он повредил лодыжку и с трудом полз по земле, но подбежал член наземного экипажа и оттащил Йозефа подальше от пожара.

Последний живой пассажир, выживший в катастрофе, Вернер Г. Дёнер (нем. Werner G. Döner), инженер-электрик на пенсии, скончался 8 ноября 2019 года в возрасте 90 лет. На момент катастрофы ему было 8 лет: мама Матильда (нем. Matilda Döner) сумела вытолкнуть Вернера и его брата Вальтера (нем. Walter Döner) из дирижабля, а после выпрыгнула сама. Отец Герман (нем. Hermann Döner) и сестра Ирене (нем. Irene Döner) погибли при катастрофе (Ирене испугалась прыгать и убежала в горящие помещения дирижабля на поиски отца, и хотя её достали из-под обломков, на следующий день Ирене умерла в больнице от сильных ожогов).
Всего в катастрофе выжило 62 человека.

## Расследование
- Согласно официальному отчёту немецкой следственной комиссии, расследовавшей причины катастрофы, в хвостовой части корпуса мог произойти обрыв одной из стальных проволочных расчалок, проходивших в виде сети по внутренней части каркаса и служивших для передачи на каркас давления газовых баллонов. В результате разрыва был повреждён 4-й или 5-й внутренний газовый баллон, заполненный водородом, что вызвало утечку газа и образование в пространстве между баллонами и наружной оболочкой взрывоопасной смеси с атмосферным воздухом. После сбрасывания посадочных канатов оболочка дирижабля из-за худшей электропроводности её материала была заземлена хуже, чем его корпус. Это привело к возникновению разности потенциалов между частями наружной оболочки и каркасом. В условиях повышенной влажности участков оболочки, вызванной предшествовавшим аварии проходом дирижабля через грозовой фронт, эта разница потенциалов вызвала искру, воспламенившую образовавшуюся воздухо-водородную смесь[9]. К сходным выводам пришли и американские эксперты[8].
- Согласно версии, впервые выдвинутой американским историком-любителем Адольфом Хёлингом (нем. Adolf Höling)[19], «Гинденбург» был уничтожен взрывом мины с часовым механизмом. Эта мина была установлена техником Эрихом Шпелем (нем. Erich Spel) на дне баллона № 4. Взрыв должен был произойти после причаливания, когда все пассажиры и экипаж должны были покинуть дирижабль. Но так как «Гинденбург» сделал «лишний» круг, часовой механизм сработал до их высадки. Сам же Шпель выпрыгнул из горящего дирижабля, но вскоре скончался в госпитале от полученных ожогов. Этой же версии придерживался начальник IV управления РСХА (гестапо) Генрих Мюллер[20].

## Последствия катастрофы
Катастрофа «Гинденбурга» стала началом конца эры дирижаблей: немецкое правительство запретило пассажирские перевозки на воздушных судах и заграничные полёты с любыми целями. Разрешалась только перевозка почты и посещение авиашоу на территории Германии.

## Культурные аспекты
- Легендарная британская хард-рок-группа «Led Zeppelin» получила своё название в честь «Свинцового дирижабля» («Lead zeppelin»). На обложке дебютного альбома группы «Led Zeppelin» (1969) помещено фото горящего цеппелина «Гинденбург».
- В 1975 году американским режиссёром Робертом Уайзом был снят полнометражный фильм «Гинденбург» (The Hindenburg), в котором в качестве основной причины катастрофы дирижабля выведен акт саботажа.
- 25 серия американского документального телесериала «Секунды до катастрофы» посвящена катастрофе «Гинденбурга». По итогам проведённого расследования в ней признали версию о возгорании водорода более состоятельной, чем версию о поджоге или взрыве, а вероятной причиной разрыва стальной проволочной расчалки признали ошибку экипажа, который выполнял перед приземлением несколько резких поворотов, для которых дирижабль не предназначался.
- В документальном сериале «Жизнь после людей» в 15 выпуске 2 сезона показана выцветшая фотография дирижабля «Гинденбург» через 300 лет после исчезновения людей, хранившаяся в архиве имени Отто Беттмана.
- В американском сериале «Вне времени» (Timeless) в 1 серии 1 сезона герои отправляются в прошлое (в момент катастрофы «Гинденбурга») для того, чтобы поймать опасного террориста, задумавшего изменить ход истории.
- В 2011 году западногерманским режиссёром Филиппом Кадельбахом (нем. Philip Kadelbach) поставлен телевизионный фильм «Гинденбург: Последний полёт» (Hindenburg, 2011), который длится более 3 часов.
- В 2019 году немецкая индастриал-метал группа Rammstein выпустила клип на песню «Deutschland», где в одном из кадров есть отсылка к гибели дирижабля.

## Видео
- Оригинал кинорепортажа о катастрофе от компании Pathé на YouTube